# 王致祥
王致祥（1544年—1593年），字德徵，号凤山，萬全都司龍門衛官籍山西忻州人，明朝政治人物。

## 生平
嘉靖四十三年（1564年）甲子科順天府鄉試第一百十一名舉人。隆慶五年（1571年）中式辛未科會試第一百七十一名，三甲第二百九十五名進士。吏部觀政，授凤阳府推官，萬曆五年（1577年）七月选授兵科给事中，六年升工科右，七年二月往蓟辽保定閲视军务，八年正月升工科左，七月升兵科都给事中，充武科舉人同考官。丁父忧归。十二年（1584年）十二月復除兵科都给事中原职，明神宗集宦官为内操，言者获罪，王致祥上疏极论其弊，于是罢之。十四年（1586年）正月升太仆寺少卿，十六年二月升本寺卿，七月官至都察院右佥都御史、巡撫順天，十九年九月以御史陳登雲之請，准致仕，二十一年病逝，享年五十。

## 家族
曾祖王永；祖父王懋，訓導；父王金，州同知。母張氏。